# 坂下秀樹
坂下 秀樹（さかした ひでき、1969年（昭和44年）1月31日 - ）は、地方競馬のホッカイドウ競馬・秋田大助厩舎所属の騎手である。地方競馬教養センター騎手過程第45期生で、同期には嬉勝則、西川敏弘、吉田稔、東川公則らがいる。北海道中川郡池田町出身、血液型A型、身長160cm、体重52kg。勝負服は黒、桃星散。
アラブ王冠3連覇を成し遂げ、1998年のNARアラブ系最優秀4歳馬にも選出されたホーエチャンピオンや、1998年の道営記念を制したほか、赤レンガ記念を2連覇したハセミイホーの主戦騎手としても知られている。

## 来歴
1986年にホッカイドウ競馬・原孝明厩舎所属としてデビュー。同年10月1日、第5回札幌競馬4日目第4競走、サラ系3歳条件戦においてギヤラントエイコウに騎乗し、初騎乗初勝利（9頭立て8番人気）を挙げる。
1989年8月24日、第1回札幌競馬4日目第11競走・第33回はまなす賞をナガラガワで制し、重賞初制覇。
1996年6月9日、第1回札幌競馬2日目第11競走・札幌日経オープンにてタヤスマーシャルに騎乗し、JRA初騎乗（14頭立て10番人気12着）。
1997年8月10日、第1回札幌競馬4日目第9競走・えりも特別にてトミケンシルバーに騎乗し、JRA初勝利を挙げる（12頭立て9番人気）。
その後もデビューから順調に勝ち星を積み重ね、1998年には地方通算500勝を達成。さらには金沢競馬場で行われた第17回オールジャパンリーディングジョッキーで優勝するなどの活躍を見せ、ホッカイドウ地区におけるNARグランプリ優秀騎手賞を受賞。翌1999年には自己ベスト記録となる101勝をマークし、道営リーディングでは4位に食い込む活躍を見せた。
2003年9月6日、第1回札幌競馬7日目第11競走・第8回エルムステークス（GIII）にてシルバーサーベルに騎乗し、JRA重賞初騎乗（13頭立て12番人気9着）。
2005年8月9日、第4回旭川競馬1日目第3競走・サラ系2歳牝馬限定戦においてスイーツカレントに騎乗し勝利を収め、地方競馬通算1000勝を達成。
2016年3月1日、所属先である原孝明厩舎の引退・解散に伴い、3月1日付けで米川伸也厩舎への所属変更を行った。
2017年8月30日、第10回門別競馬5日目第4競走・サラ系2歳未勝利戦においてオイランドウチュウに騎乗し勝利を収め、地方競馬通算1500勝を達成。
2020年3月26日、米川伸也厩舎から秋田大助厩舎へ所属が変更となった。
地方通算成績は13379戦1533勝・2着1520回・3着1401回・勝率11.5%・連対率22.8%（2024年4月26日現在）、中央競馬通算120戦2勝・2着6回・3着8回・勝率1.7%・連対率6.7%。

## 主な騎乗馬
- ナガラガワ（1989年はまなす賞）
- ミナミヒカリ（1993年はまなす賞）
- アローエンペラー（1995年栄冠賞）
- タイセイリーフ（1996年北海道3歳優駿）
- ミフジシーワン（1997年ヤングチャレンジカップ）
- ホーエチャンピオン（1997年ジュニアチャンピオン、1998年北海盃、アラブ優駿（ホッカイドウ競馬）、黄菊賞、セイユウ賞、1998年・1999年・2000年アラブ王冠）
- ディーゲバルト（1998年オールジャパンリーディングジョッキー）
- ハセミイホー（1998年道営記念、1999年赤レンガ記念）
- シルバーサーベル（2003年・2004年エトワール賞）
- ケイジーロマン（2003年フローラルカップ）
- クロイチョキンバコ（2003年鳳凰賞、ジュニアチャンピオン、全日本2歳アラブ優駿）
- カミスドリーム（2004年ステイヤーズカップ、高崎記念）
- アドミラルサンダー（2005年北斗盃、2006年道営スプリント）
- ヴィヴァチッシモ（2006年栄冠賞）
- ポエラヴァ（2008年ノースクイーンカップ）
- シシノテイオー（2010年道営スプリント）
- カゼノコウテイ（2010年瑞穂賞）
- リアライズノユメ（2012年瑞穂賞）

- クロスウィンド（2018年王冠賞）

出典: